# Eduard Vilde
Eduard Vilde (n. 4 martie 1865, Pudivere, comuna Väike-Maarja, comitatul Lääne-Viru – d. 26 decembrie 1933, Tallinn) a fost un scriitor și diplomat estonian, pionier al realismului critic în literatura estonă. A publicat scrieri clasice precum Mahtra sõda (1902) și Mäeküla piimamees (1916). Este unul dintre cei mai apreciați scriitori estonieni, fiind considerat, în general, primul scriitor profesionist al Estoniei.

## Viața și cariera
Vilde a crescut la ferma unde lucra tatăl său. În 1883 a început să lucreze ca jurnalist. El a călătorit în străinătate într-o mare parte din viața lui și a trăit o perioadă de timp la Berlin în anii 1890, unde a fost influențat de materialism și socialism. Scrierile sale au fost inspirate, de asemenea, de realismul și naturalismul romanelor scriitorului francez Émile Zola (1840-1902). În afară de a fi un scriitor prolific, el a fost, de asemenea, un critic vehement al regimului țarist și al moșierilor germani. După înființarea Republicii Estonia în 1919, a îndeplinit timp de mai mulți ani funcția de ambasador la Berlin și și-a petrecut ultimii ani din viață editând și revizuind operele sale complete. După moartea sa, în 1933, el a devenit prima persoană care a fost înmormântată în cimitirul Metsakalmistu din districtul Pirita al Tallinnului.

## Lucrări
- Musta mantliga mees (1886)
- Kuhu päike ei paista (1888)
- Kõtistamise kõrred (1888)
- Karikas kihvti (1893)
- „Linda” aktsiad (1894)
- Külmale maale („Spre aspre meleaguri”, 1896)
- Raudsed käed (1898)
- Mahtra sõda („Războiul din Mahtra”, 1902)
- Kui Anija mehed Tallinnas käisid (1903)
- Prohvet Maltsvet (1905–1908)
- Jutustused (1913)
- Mäeküla piimamees („Lăptarul din Mäeküla”, 1916)
- Tabamata ime (1912)
- Pisuhänd (1913)
- Side (1917)
- Rahva sulased (neterminată, Looming 1934/1–3)
- povestirea Jobu
- Minu esimesed triibulised

## Galerie

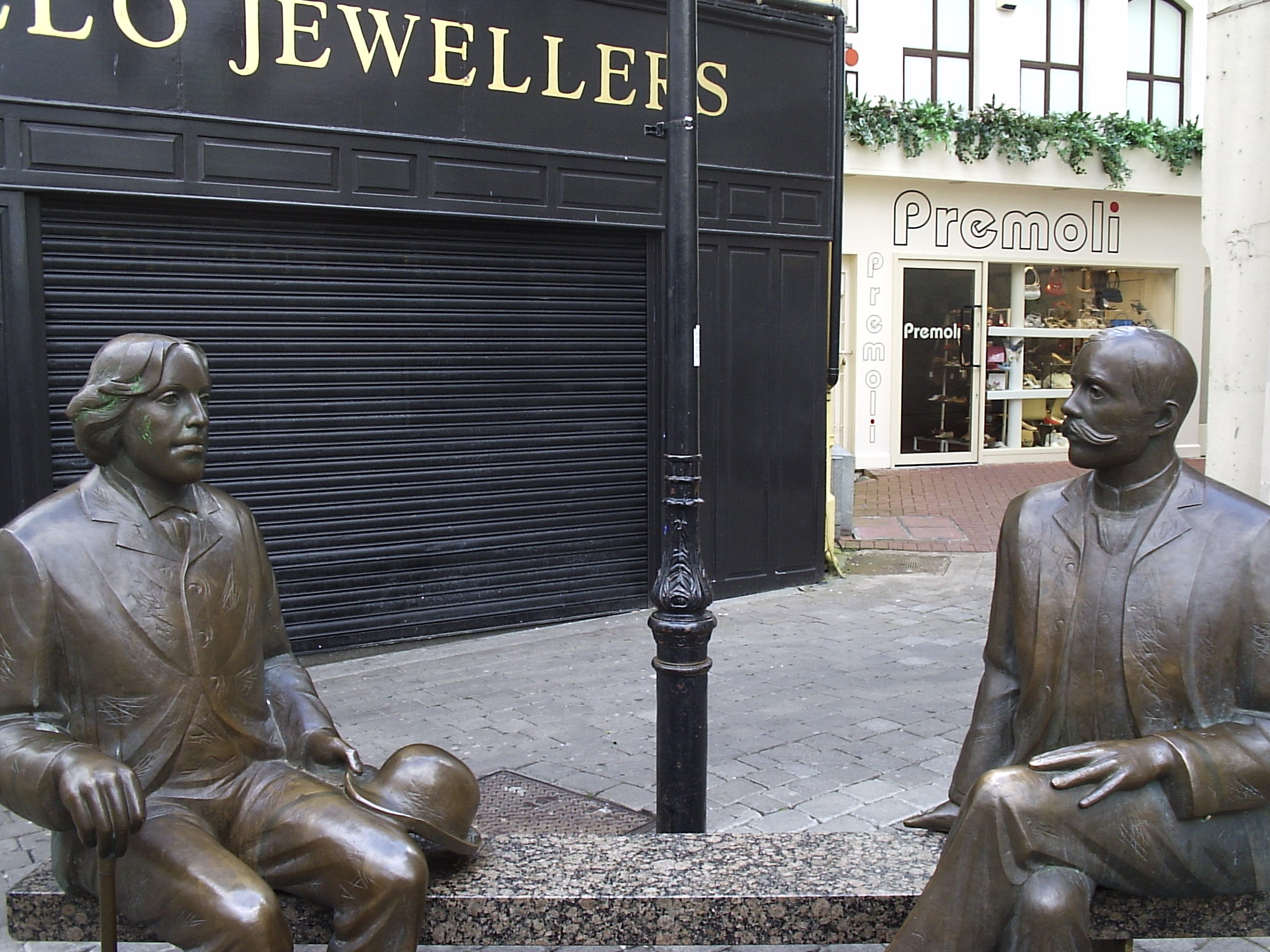
Statuile lui Oscar Wilde și Eduard Vilde din Galway. Originalul acestei sculpturi se află la Tartu.
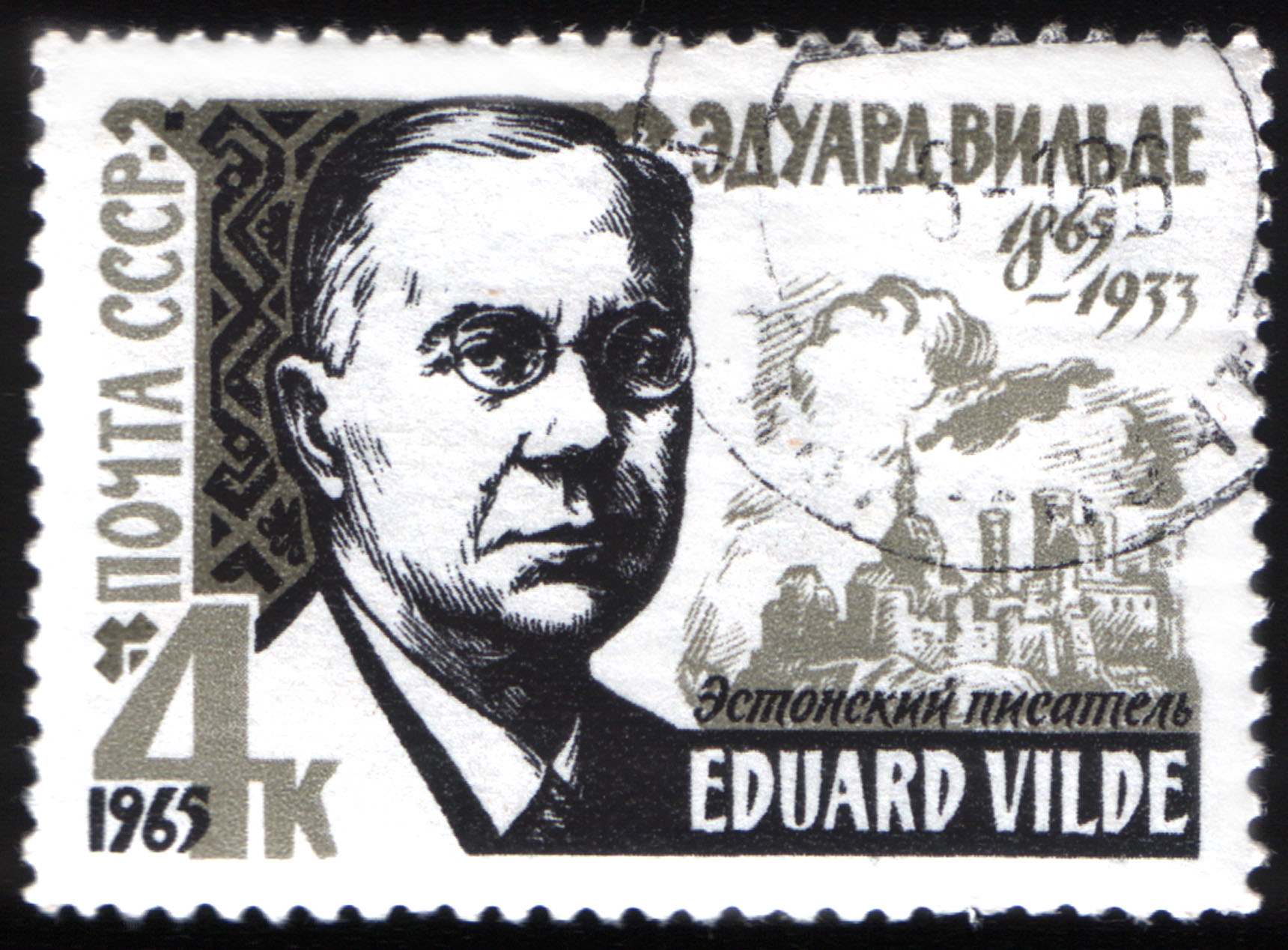
Portretul lui Vilde pe un timbru sovietic din 1965.
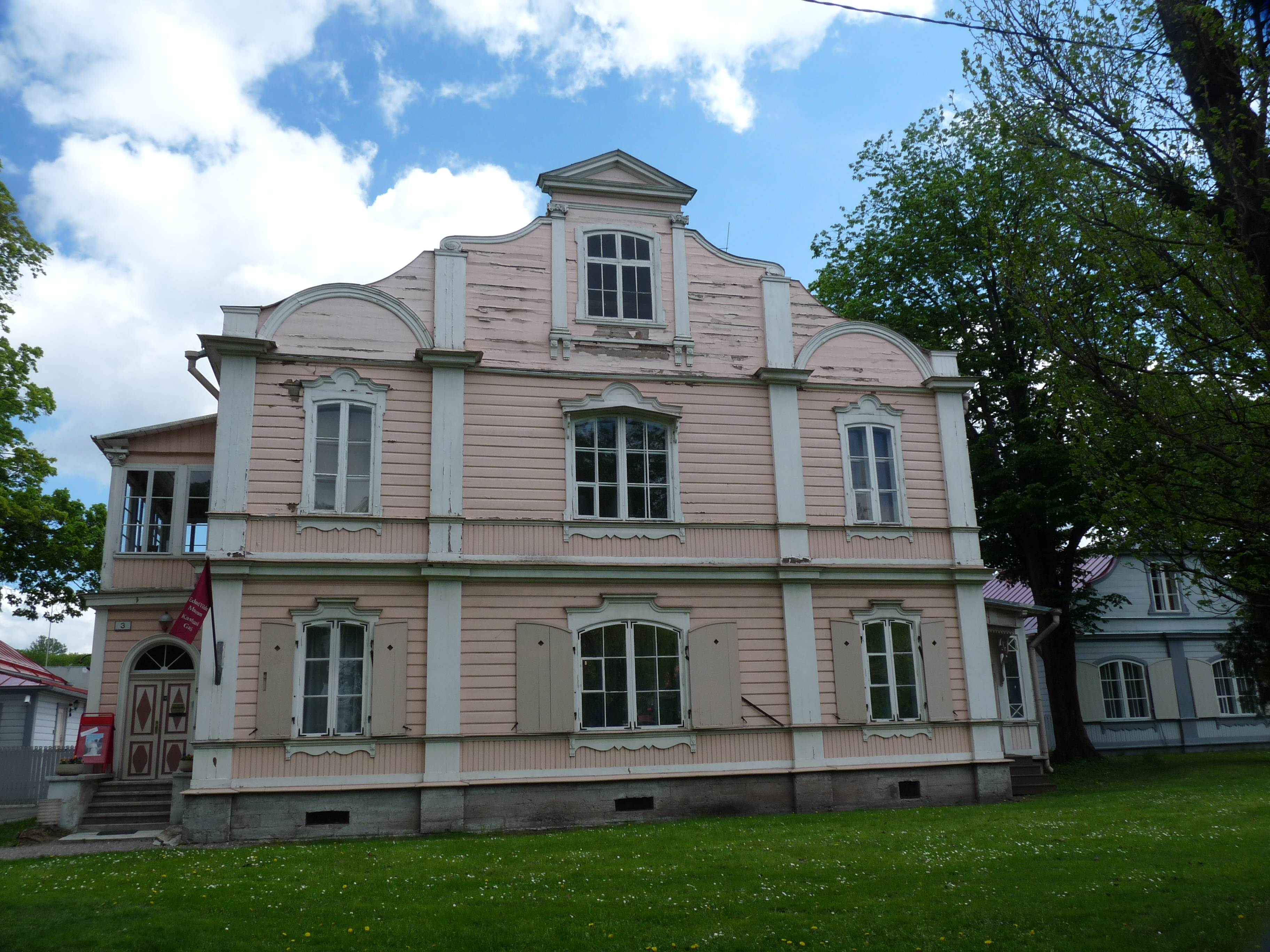
Casa din Kadriorg, unde a locuit Eduard Vilde în perioada 1927-1933.
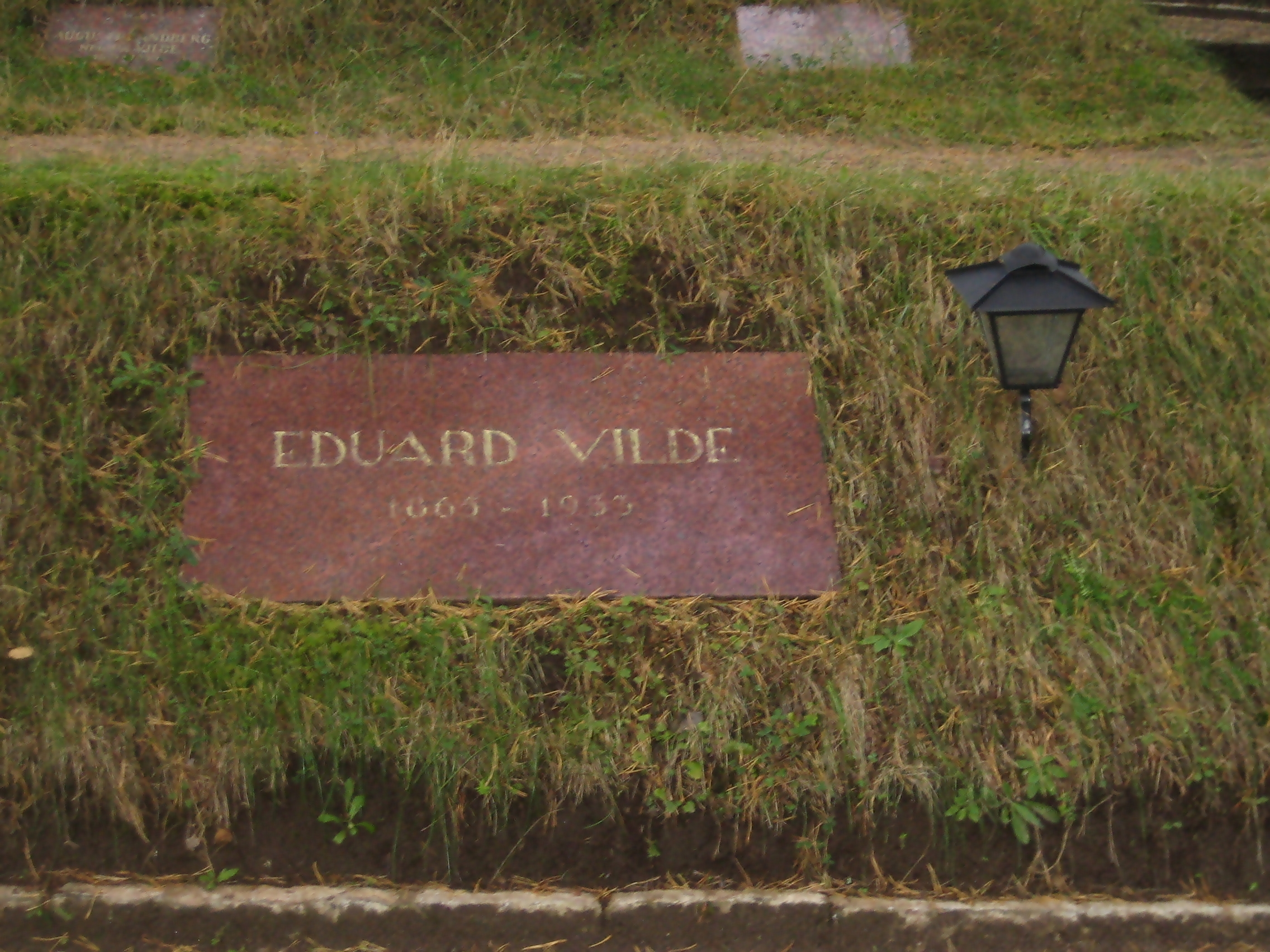
Placa funerară a lui Eduard Vilde
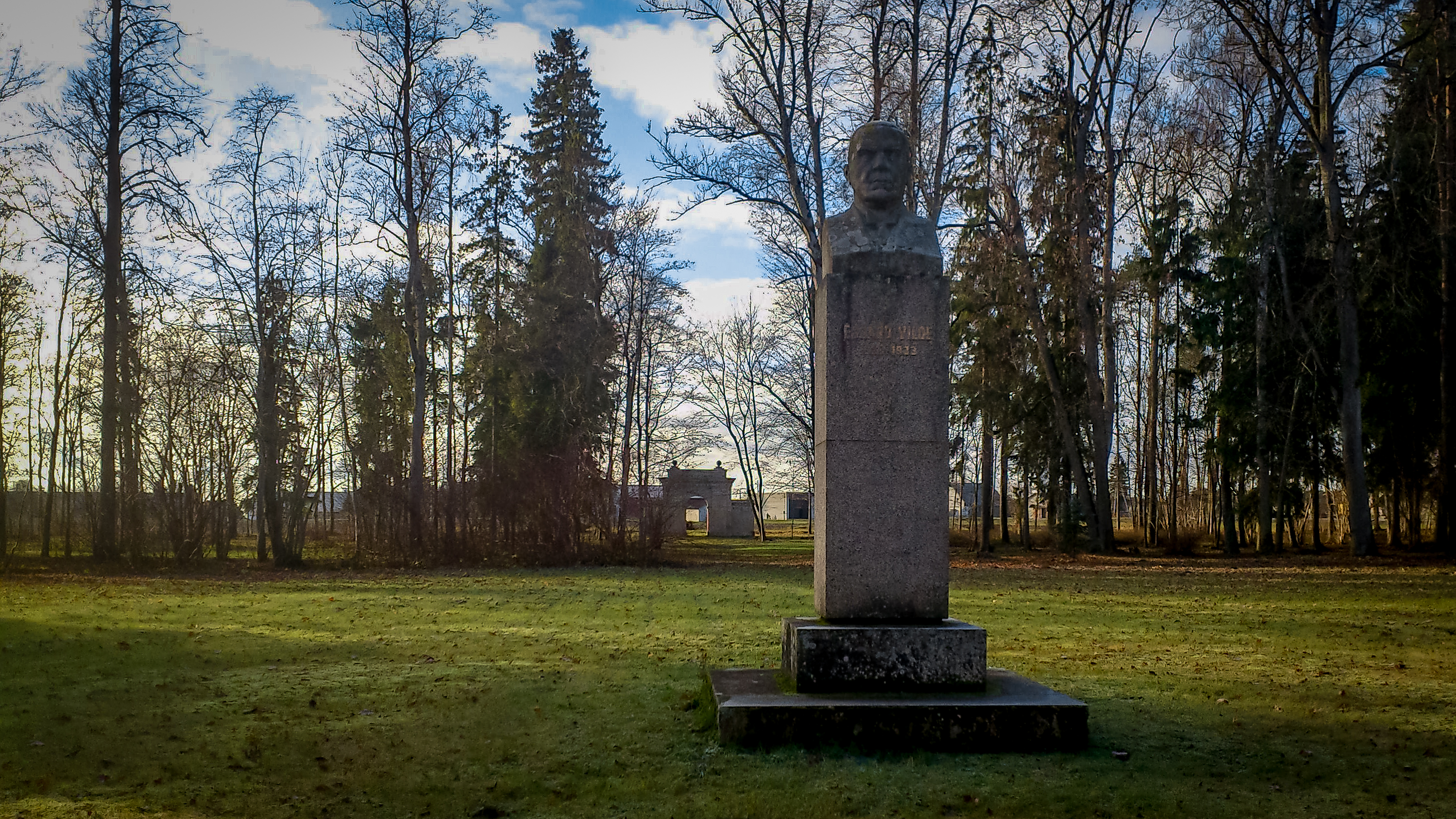
Monumentul lui Vilde din parcul conacului din Muuga

## Legături externe
- Materiale media legate de Eduard Vilde la Wikimedia Commons